# Фредрік Сйолстад
Фредрік Вангстад Сйолстад (норв. Fredrik Vangstad Sjølstad, нар. 29 березня 1994, Осло, Норвегія) — норвезький футболіст, півзахисник клубу «Гам-Кам».

## Ігрова кар'єра

### Початок
Фредрік Сйолстад народився в Осло. Є вихованцем футбольного клубу «Гам-Кам», з яким встиг пограти як у першому, так і другому дивізіоні чемпіонату Норвегії. Свій дебютний матч на професійному рівні Сйолстад зіграв 28 вересня 2011 року.
2016 рік футболіст провів у команді «Годд». Але за результатами сезону команда вилетіла до другого дивізіону і Сйолстад залишив стан «Годда».
Ще два сезони Сйолстад грав у клубі «Крістіансунн», де своєю грою привернув увагу клубів Елітесеріен.

### «Молде»
У 2019 році Сйолстад уклав чотирирічну угоду з клубом Елітесеріен «Молде». Вже у квітні футболіст вперше вийшов в основному складі команди у матчах ліги. Влітку у матчі кваліфікації Ліги Європи проти ісландського КР відбувся дебют футболіста на міжнародній арені.
Свій перший гол у складі «Молде» Сйолстад забив 21 липня 2019 року у ворота «Сарпсборг 08».

### «Гам-Кам»
18 січня 2022 року повернувся до клубу «Гам-Кам», підписавши контракт на 3 роки.

## Титули і досягнення
- Чемпіон Норвегії (1):

«Молде»: 2019